# Dolce Vita (singel Ryana Parisa)
Dolce Vita – debiutancki singel włoskiego piosenkarza Ryana Parisa, wydany w 1983 roku.
Utwór skomponował Pierluigi Giombini, kompozytor i producent muzyczny takich przebojów jak „I Like Chopin” czy „Masterpiece” piosenkarza Gazebo. W Wielkiej Brytanii piosenka uplasowała się na 5. miejscu UK Singles Chart, zaś w takich krajach jak Dania, Portugalia, Szwajcaria, Francja, Belgia, Holandia, Norwegia czy Szwecja dotarła do czołowych miejsc list przebojów.
W Polsce utwór zajął 16. miejsce w 83 notowaniu Listy Przebojów Programu Trzeciego.
Przez kolejne lata pojawiały się kolejne single zawierające remiksy utworu.

## Lista utworów
7" Single (Carrere 13.170)
1. „Dolce Vita (Part. I)” (Vocal) – 3:59
2. „Dolce Vita (Part. II)” (Instrumental) – 2:48

7" Single (Discomagic Records NP 117)
1. „Dolce Vita” (Vocal) – 4:28
2. „Dolce Vita” (Instrumental) – 4:09

12" Maxi (Carrere 815 396-1)
1. „Dolce Vita (Part I)” (Vocal) – 7:33
2. „Dolce Vita (Part II)” (Instrumental) – 8:37